# Aschure

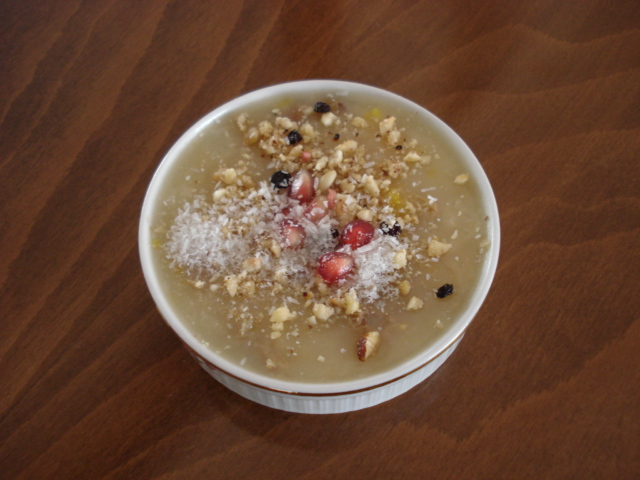
Aşure

Aschure, türkisch Aşure, armenisch Անուշապուր, Anuschabur, ist ein im Nahen Osten und in vielen islamischen Ländern verbreitetes Dessert bzw. eine Süßspeise aus vorislamischer Zeit. Es besteht aus weißen Bohnen, Kichererbsen, Weizen, Reis, Wasser, Rosinen, gehackten Walnüssen, Granatapfelkernen und Puderzucker und wird zubereitet, indem man die Zutaten einzeln kocht und dann vermischt. Die Bezeichnung Aşure kommt vom arabischen Wort aschara mit der Bedeutung „zehn“; Aschura wird der zehnte Tag vom Monat Muharram des islamischen Kalenders genannt. Die Süßspeise ist vor allem bei Aleviten und unter anderem bei Sunniten und armenischen Christen traditionell.
Aleviten beenden traditionsgemäß die zwölftägige Fasten- und Trauerzeit Muharrem mit der Zubereitung, Verteilung und dem Verspeisen von Aşure. An diesem (13. Tag) kann bis Mittag gefastet werden. Damit soll der Dank zum Ausdruck gebracht werden, dass Zein Al Abidin, der Sohn von Husain ibn Ali (und somit Urenkel von Mohammed) aufgrund seiner Krankheit die Schlacht von Kerbela überlebte. Dieser Brauch geht auf Noah zurück: Man glaubt, dass er, nachdem die große Sintflut vorüber war und er wieder festen Boden betreten hatte, mit den letzten Resten seiner Vorräte ebendiese Süßspeise zum ersten Mal zubereitete und mit den Überlebenden der Arche als Festmahl verspeist hat.
Nach der islamischen Zeitrechnung wird die Süßspeise am 10. Tag des arabischen Monats Muharram (arabisch محرم) zubereitet und an Nachbarn und Freunde verteilt. Auch hier gilt Noah als Grund/Begründer. Viele gläubige Muslime fasten an diesem Tag.
Armenier bereiten ihr Anuschabur, wie Aschure bei ihnen genannt wird, an Neujahr und in der Folgewoche bis zum 6. Januar (armenische Weihnachten) zu.